# Krivá
Krivá (em húngaro: Kriva) é um município da Eslováquia, situado no distrito de Dolný Kubín, na região de Žilina. Tem 18,88 km² de área e sua população em 2018 foi estimada em 802 habitantes.

## Demografia
| Ano:        | 1994 | 2004   | 2014   | 2024   |
| ----------- | ---- | ------ | ------ | ------ |
| Broj ljudi: | 756  | 794    | 800    | 795    |
| Razlika:    |      | +5,02% | +0,75% | -0,62% |

| Ano:               | 2023 | 2024   |
| ------------------ | ---- | ------ |
| Número de pessoas: | 816  | 795    |
| Diferença:         |      | -2,57% |